# Geolycosa hectoria
Geolycosa hectoria är en spindelart som först beskrevs av Pocock 1900.  Geolycosa hectoria ingår i släktet Geolycosa och familjen vargspindlar. Inga underarter finns listade i Catalogue of Life.